# Qasym-Jomart Toqaev
Qasym-Jomart Toqaev (în kazahă Қасым-Жомарт Кемелұлы Тоқаев, romanizat Qasym-Jomart Toqaev [qɑˈsəm ʒɔˈmɑrt kɛˌmɛluˈlə tɔˈqɑjɪf], în rusă Касым-Жомарт Кемелевич Токаев; n. 17 mai 1953, Alma-Ata, URSS) este un politician și diplomat kazah, care este în prezent președinte al Kazahstanului din 12 iunie 2019. El a devenit președinte interimar la 20 martie 2019 din cauza demisiei lui Nursultan Nazarbaev, care a demisionat la 19 martie 2019 după 29 de ani în funcție.
Absolvent al Institutului de Relații Internaționale din Moscova, Toqaev și-a început cariera în 1975 lucrând ca diplomat în Singapore și China. În 1992 a devenit ministru-adjunct de externe al Kazahstanului, fiind implicat în problemele dezarmării nucleare în fostele republici sovietice. În martie 1999 Toqaev a devenit viceprim-ministru. În octombrie 1999, cu aprobarea Parlamentului, a fost numit prim-ministru de către președintele Nursultan Nazarbaev. Din 2002 Toqaev a ocupat funcția de ministru de externe, continuând să joace un rol activ în domeniul neproliferării nucleare. Urmatoarea funcție ocupată e cea de președinte al Senatului kazah în perioada 11 ianuarie 2007 - 15 aprilie 2011 și între 16 octombrie 2013 și 19 martie 2019. Apoi a fost director general al Oficiului Națiunilor Unite la Geneva în perioada 12 martie 2011 - 16 octombrie 2013.
În 2019 Toqaev și-a asumat funcția de președinte interimar al Kazahstanului, după demisia lui Nursultan Nazarbaev. Toqaev, membru al partidului de guvernământ Nur Otan, a candidat la următoarele alegeri anticipate, organizate pe 9 iunie 2019, cu sprijinul lui Nazarbaev ca nominalizat al partidului, câștigând cu 71% din voturi, alegeri întâmpinate cu critici din partea organizațiilor internaționale și opoziției.
După depunerea jurământului la 12 iunie 2019, Toqaev s-a angajat să continue politicile lui Nazarbaev în sferele dezvoltării țării, inclusiv reformele sociale și economice. În timpul președinției sale el a adoptat mai multe reforme, inclusiv creșterea salariilor muncitorilor, reducerea corupției, abolirea pedepsei capitale și descentralizarea guvernului local. Din 2020 Toqaev a suportat recesiunea economică și necazurile cauzate de pandemia COVID-19 și de războiul din Afganistan și a căutat să rezolve inflația în creștere din Kazahstan, temerile de terorism intern, migrația ilegală, traficul de droguri, dezvoltarea energiei nucleare și vaccinarea împotriva COVID-19. În 2022 el a demis întregul cabinet kazah în urma protestelor din Kazahstan care au început pe 2 ianuarie.
De când a devenit președinte, influența politică și rolul lui Toqaev în Kazahstan au crescut constant pe seama lui Nazarbaev, pe măsură ce el și-a asumat diverse alte posturi importante deținute anterior de Nazarbaev. În timp ce a reușit să mențină stabilitatea țării, asigurând tranziția politică și a implementat noi reforme, guvernarea lui Toqaev a rămas autoritară cu încălcări ale drepturilor omului.